# Chodź!
Chodź! (alb. Eja!) – albański film fabularny z roku 1987 w reżyserii Piro Milkaniego.

## Opis fabuły
Akcja filmu rozgrywa się w małym miasteczku, w którym odbywa praktykę grupa studentów medycyny. Vjosana, jedna ze studentek, dowiaduje się przypadkiem, że była owocem nieszczęśliwej miłości i po raz pierwszy słyszy prawdziwą historię swojego życia.

## Obsada
- Guljelm Radoja jako Lirim
- Drita Nikolla jako Shpresa
- Artur Gorishti jako Artur
- Violeta Manushi jako Ruzhdia
- Einar Nelku jako Arben
- Ermira Zyrakaj jako Vjosana
- Mariana Gjoni jako przyjaciółka Vjosany
- Merita Çoçoli jako Lula
- Luan Qerimi jako Mojsiu
- Vangjel Heba
- Pranvera Lumani
- Anila Karaj
- Manushaqe Qinami